# I Ciebie też, bardzo
I Ciebie też, bardzo – singel supergrupy Męskie Granie Orkiestra 2021, w skład której weszli Daria Zawiałow, Dawid Podsiadło i Vito Bambino. Singel został wydany 30 czerwca 2021 jako hymn festiwalu Męskie Granie 2021.
Piosenka była nominowana do nagrody polskiego przemysłu fonograficznego Fryderyka w kategorii „teledysk roku” i została laureatem w kategorii „utwór roku”.
Kompozycja znalazła się na 1. miejscu listy AirPlay – Top, najczęściej odtwarzanych utworów w polskich rozgłośniach radiowych. Nagranie otrzymało w Polsce status podwójnie diamentowego singla, przekraczając liczbę 500 tysięcy sprzedanych kopii.

## Geneza utworu i historia wydania
Utwór napisali i skomponowali Daria Zawiałow, Dawid Podsiadło, Mateusz Dopieralski, Bartosz Dziedzic i Aleksander Krzyżanowski.
Singel ukazał się w formacie digital download 30 czerwca 2021 w Polsce za pośrednictwem wytwórni płytowej Sony Music w dystrybucji Def Jam Recordings. Piosenka została umieszczona na albumie studyjnym Męskiego Grania Orkiestry – Męskie Granie 2021.
Piosenka znalazła się w grupie dziewięciu polskich propozycji, spośród których polski oddział stowarzyszenia OGAE wyłaniał reprezentanta kraju na potrzeby plebiscytu OGAE Song Contest 2021. Kompozycja wygrała polskie selekcje i reprezentowała kraj w plebiscycie międzynarodowym.
W marcu 2022 singel uzyskał nominację do nagrody polskiego przemysłu fonograficznego Fryderyka w kategoriach: „utwór roku” i „teledysk roku”. Ostatecznie piosenka wygrała w pierwszej kategorii.
7 sierpnia 2021 singel został zaprezentowany w krakowskim Parku Lotników podczas festiwalu  Męskie Granie.

## „I Ciebie też, bardzo” w stacjach radiowych
Nagranie było notowane na 1. miejscu w zestawieniu AirPlay – Top, najczęściej odtwarzanych utworów w polskich rozgłośniach radiowych.

## Teledysk
Do utworu powstał teledysk zrealizowany przez MYK Collective, który został nakręcony w Nowym Centrum Łodzi, obejmując okolice dworca Łódź Fabryczna, tunelu w ciągu ul. Wojciecha Jerzego Hasa, oraz EC1 Łódź – Miasto Kultury. Materiał wideo udostępniono w dniu premiery singla za pośrednictwem serwisu YouTube. Jest to pierwszy na świecie wideoklip w pełni zrealizowany z pokładu drona FPV oraz kamery RED Komodo.

## Lista utworów
- Digital download[2]

1. „I Ciebie też, bardzo” – 3:29

## Notowania
| Kraj   | Lista (2023–24)          | Najwyższa pozycja |
| ------ | ------------------------ | ----------------- |
| Polska | OLiS – single w streamie | 49                |

| Kraj   | Lista (2021)      | Najwyższa pozycja |
| ------ | ----------------- | ----------------- |
| Polska | AirPlay – Top     | 1                 |
| Polska | AirPlay – Nowości | 2                 |

| Kraj   | Lista (2021)             | Pozycja |
| ------ | ------------------------ | ------- |
| Polska | AirPlay – Top            | 4       |
| Polska | Lista (2022)             | Pozycja |
| Polska | AirPlay – Top            | 66      |
| Polska | Lista (2023)             | Pozycja |
| Polska | OLiS – single w streamie | 55      |

## Certyfikaty
| Kraj          | Certyfikat          | Sprzedaż |
| ------------- | ------------------- | -------- |
| Polska (ZPAV) | 2× diamentowa płyta | 500 000+ |

## Wyróżnienia
| Rok  | Konkurs                  | Kategoria                                           | Rezultat   |
| ---- | ------------------------ | --------------------------------------------------- | ---------- |
| 2021 | Gorąca 100               | 100 największych hitów 2021                         | 3. miejsce |
| 2021 | Przebój roku RMF FM 2021 | Przebój roku                                        | 2. miejsce |
| 2022 | Bestselery Empiku 2021   | Streaming                                           | Wygrana    |
| 2022 | Fryderyki 2022           | Utwór roku                                          | Wygrana    |
| 2022 | Fryderyki 2022           | Teledysk roku                                       | Nominacja  |
| 2024 | Fryderyki 2024           | Nagroda publiczności – Fryderykowy przebój 30-lecia | Nominacja  |